# Małżeństwo w doktrynie chrześcijańskiej

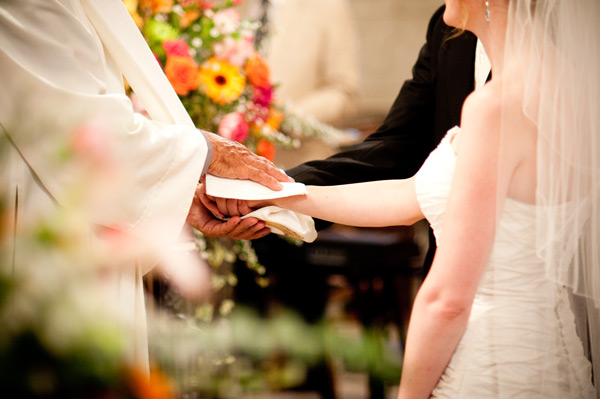
Błogosławieństwo ślubne

Małżeństwo w chrześcijaństwie – teologiczny sens i cele małżeństwa w chrześcijaństwie interpretowane są w duchu wiary chrześcijańskiej przez Kościół katolicki, Cerkiew prawosławną, Kościoły protestanckie, a także inne wyznania. Doktryny: katolicka i prawosławna uznają w małżeństwie jeden z sakramentów, a protestantyzm – święte przymierze zawierane na mocy ustanowienia Bożego pomiędzy jedną kobietą i jednym mężczyzną. Większość wyznań chrześcijańskich naucza, że małżeństwo ustanowił Bóg już w raju jako nierozerwalny, heteroseksualny i monogamiczny związek kobiety i mężczyzny, umocniony wzajemnym ślubowaniem dozgonnej wierności.

## W Nowym Testamencie
Jezus, odwołując się do Księgi Rodzaju (por. Rdz 2,22–25), wyszedł poza Prawo Mojżeszowe i potwierdził małżeństwo w jego pełnej postaci i nierozerwalności (por. Mt 19,1–9). W oczach Jezusa, mężczyzna i kobieta stają się jednym "ciałem". ..."Kto oddala swoją żonę - chyba że w wypadku nierządu - a bierze inną, popełnia cudzołóstwo. I kto oddaloną bierze za żonę, popełnia cudzołóstwo".
W nauczaniu Apostoła Pawła, dla chrześcijan, którzy są poprzez chrzest świątyniami Ducha Świętego, małżeństwo to Tajemnica wielka,(...) w odniesieniu do Chrystusa i do Kościoła (Ef 5, 20–33). Więź wspólnoty Kościoła-Oblubienicy z Chrystusem-Oblubieńcem, podporządkowanie się Jego zbawczej miłości jest zatem żywą regułą, którą chrześcijańscy małżonkowie mają naśladować.
Powszechnie znane są słowa apostoła Pawła o tym, że mąż powinien odnosić się do żony, jak Chrystus odnosi się do swojego Kościoła:

Żony niechaj będą poddane swym mężom, jak Panu, bo mąż jest głową żony, jak i Chrystus - Głową Kościoła: On - Zbawca Ciała. Lecz jak Kościół poddany jest Chrystusowi, tak i żony mężom - we wszystkim.

## Doktryna katolicka

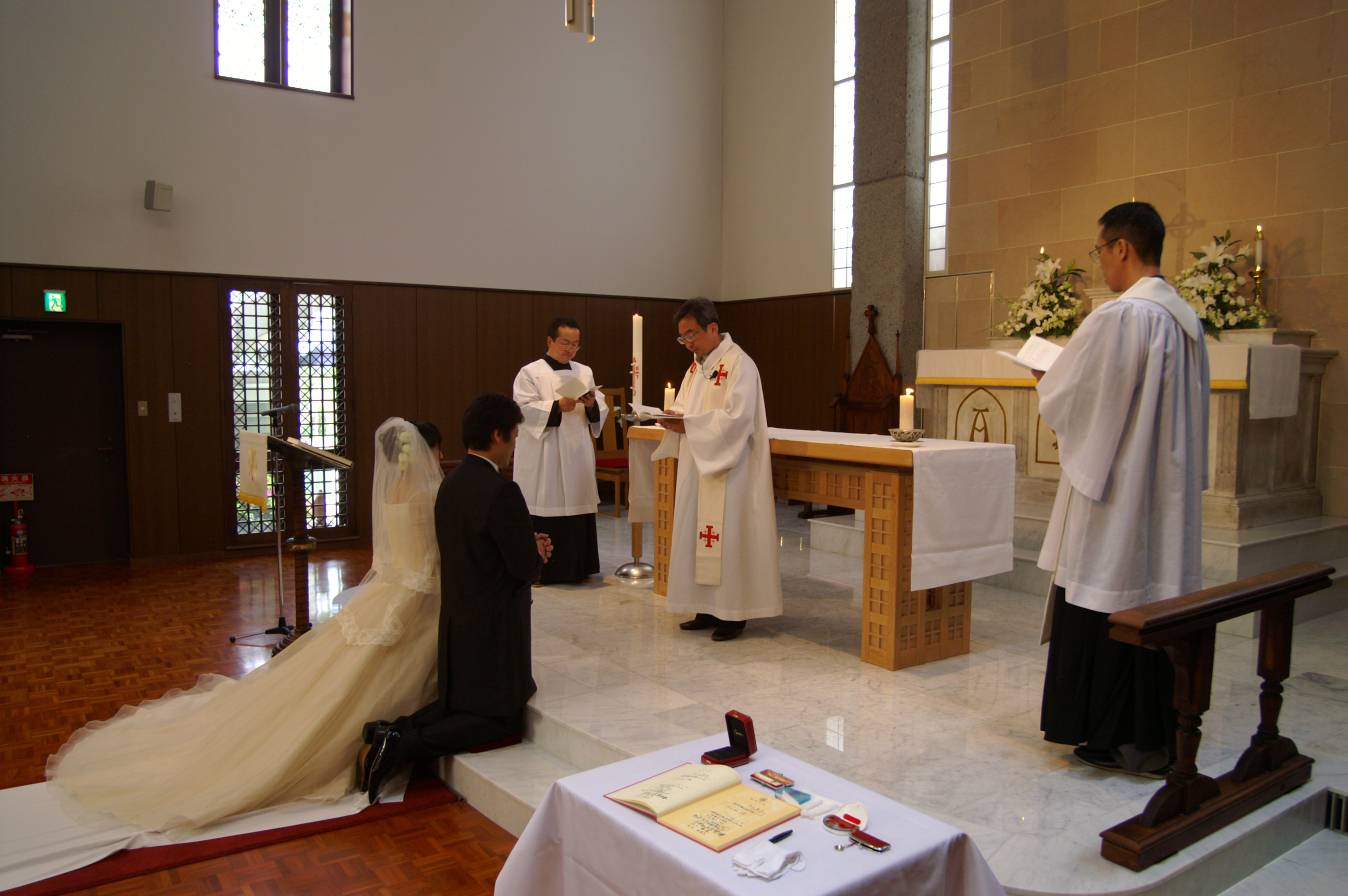
Ślub katolicki w Kioto w Japonii. Katoliccy nowożeńcy udzielają sobie sakramentu w obecności świadków: kapłana i świadków świeckich.

W katolickim rozumieniu, związek małżeński, to zawarte w wolności i świadomie oblubieńcze nierozerwalne przymierze miłości między mężczyzną i kobietą, na wzór związku Chrystusa-Oblubieńca z Kościołem-Oblubienicą. Małżonkowie, przyjmując się wzajemnie jako dar, tworzą wewnętrzną wspólnotę życia i czystej miłości, ukierunkowaną ku zrodzeniu i wychowaniu potomstwa. Małżeństwo zostało zamierzone przez samego Boga, to znaczy wpisane jest w naturę ludzką - u ochrzczonych podniesione jest do rangi sakramentu (Familiaris consortio,11–13). 
Według W.E. Maya, małżeństwo staje się trwałym fundamentem rodziny, skałą, na której jest ona zbudowana, dzięki czterem elementom: afirmacja osoby, czynienie zdolnym do miłości, dawanie życia i uświęcanie.
Na doktrynę katolickiej wobec małżeństwa największy wpływ wywarła nauka Augustyna, Tomasza z Akwinu, dzieje myśli średniowiecza, a następnie Sobór trydencki z lat 1545–1563.
Prawo kanoniczne z czasów soboru trydenckiego określiło więc warunki powstania ważnego małżeństwa, przeszkody w jego zawarciu, wprowadziło obowiązek ceremonii ślubnej w Kościele. Dokonano w nim rozróżnienia między pierwszorzędnymi celami małżeństwa (prokreacja i wychowanie dzieci) i celami drugorzędnymi takimi jak wzajemna pomoc małżonków.
Dalszy rozwój doktryny katolickiej przypada na czasy Soboru Watykańskiego II, który dotychczasowe rozdzielenie pierwszo- i drugorzędnych celów małżeństwa zmienił na współistnienie miłości i prokreacji. Encyklika Pawła VI Humanie vitae pogłębiła katolicką doktrynę i podkreśliła obowiązek korzystania przez małżonków jedynie z biologicznych metod regulacji urodzeń. Sprowokowało to liczne kontrowersje, bowiem wielu katolików uznawało prawo do swobodnego decydowania o wyborze metod sterowania płodnością.
Nierozerwalność małżeństwa, nakazana w Nowym Testamencie przez Jezusa, była interpretowana przez Kościół jako stan naturalny dla człowieka. 
Wypowiedzi Magisterium Kościoła zawarte w wielu dokumentach dotyczące pożycia seksualnego wskazują, że seksualność jest wyrazem jedności kobiety i mężczyzny połączonych sakramentem małżeństwa. Nauczanie to głosi, że tylko w małżeństwie zjednoczenie płciowe mężczyzny i kobiety osiąga swą prawdę i doskonałość, w postaci wzajemnego całkowitego daru, który ma charakterze w pełni ludzki.
Kościół katolicki uznaje jedynie małżeństwa monogamiczne, dochowujące sobie wzajemnej wierności.

## Doktryna prawosławna

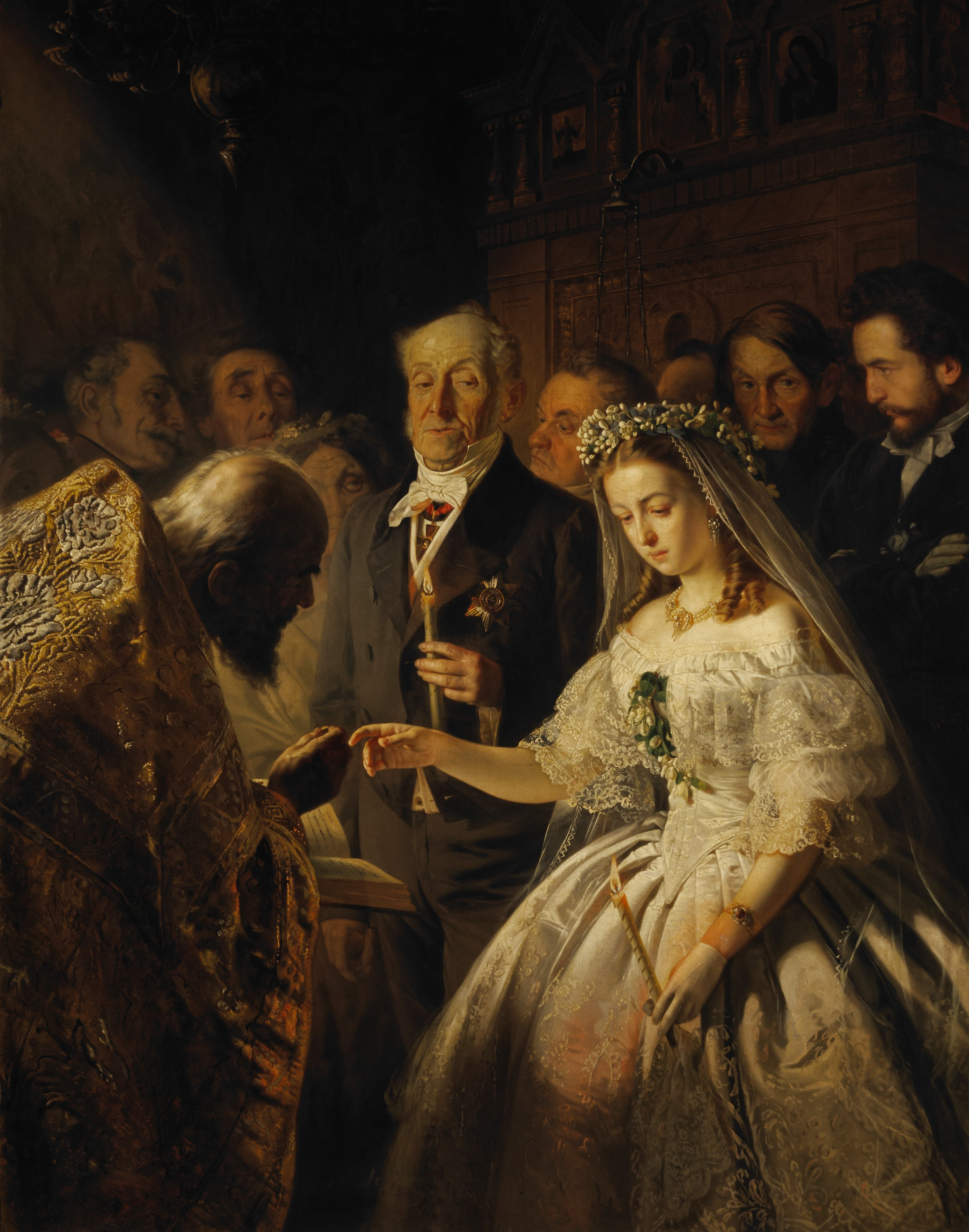
Prawosławne zaręczyny na obrazie Wasilija Purkijewa Niedobrane małżeństwo z 1862 roku (Galeria Trietiakowska, Moskwa)

Prawosławie traktuje małżeństwo jako powołanie życiowe podobne do zakonnego – jako drogę uświęcenia człowieka. Wiązało się to z zasadą zakładania rodziny, przez kapłanów, co do XIX wieku było nawet obowiązkiem. Dopiero Synod Rosyjskiej Cerkwi wyraził zgodę na celibat duchownych, którzy ukończyli 40 lat. Sakramentalny charakter małżeństwa wiązano z rajem, w którym Adam został stworzony na obraz Chrystusa, a Ewa na obraz Kościoła. Człowiek jest powołany do małżeństwa na podobieństwo życia Trójcy św. Według Jana Chryzostoma bezżenność jest połową pełni bytu. Celem małżeństwa w doktrynie prawosławnej jest osiągnięcie pełni bytu w Bogu, a jego podstawowym znaczeniem jest wzajemna miłość małżonków wzorująca się na miłości Boga. Dzięki małżeństwu małżonkowie stają się czyści, bowiem sprawia to ich miłość. Rodzina jest małym Kościołem, częścią Królestwa Bożego.
Skrótowo omówiona wyżej doktryna prawosławna jest najlepiej wyrażona w bogatych ceremoniach ślubnych, które w obrządkach liturgicznych są bardzo rozbudowane.
Doktryna prawosławna w porównaniu z katolicką jest bardziej mistyczna, mniej prawnicza i kazuistyczna, mniej również ingeruje w codzienne życie rodziny. Kościół prawosławny jest bardziej wyrozumiały i łagodny wobec ułomności człowieka; wyrazem tej postawy jest możliwość rozwiązania małżeństwa. Jest to traktowane jako ustępstwo ze względu na słabość, ułomność człowieka. Nowa ceremonia ślubna jest jednak mniej uroczysta i zawiera akcenty pokutne, co ma wyrazić żal Kościoła z powodu zerwania pierwszego małżeństwa. Podstawą udzielenia rozwodu jest zdrada, usiłowanie zabójstwa małżonka, zabieg przerwania ciąży bez zgody męża, choroba psychiczna, długa nieobecność współmałżonka, zmiana wyznania, kara więzienia. Mniej jest również ingerencji w życie seksualne małżonków. Ogólnie rzecz biorąc, prawosławie traktuje małżonków jako bardziej dojrzałych i samodzielnych. Współżycie przedmałżeńskie, zdrada, przerywanie ciąży są traktowane jako grzech, ale nie nadaje się im takiej rangi jak w doktrynie katolickiej.
Współczesna teologia prawosławna większe znaczenie przykłada do podkreślenia roli kobiety, bardziej też akcentuje wartość ciała i seksu. W tym jest podobna do ewoluującej teologii katolickiej, ale inne jest akcentowanie doktrynalne – kobieta na przykład ma specjalne wyposażenie w charyzmat zbawienia, bierze udział w zbawieniu świata, oddziałuje na męża i dzieci. W życiu codziennym istnieje wyraźnie mniejszy rozdział doktryny od praktyki, co ma obecnie miejsce w katolicyzmie.

## Doktryna protestancka

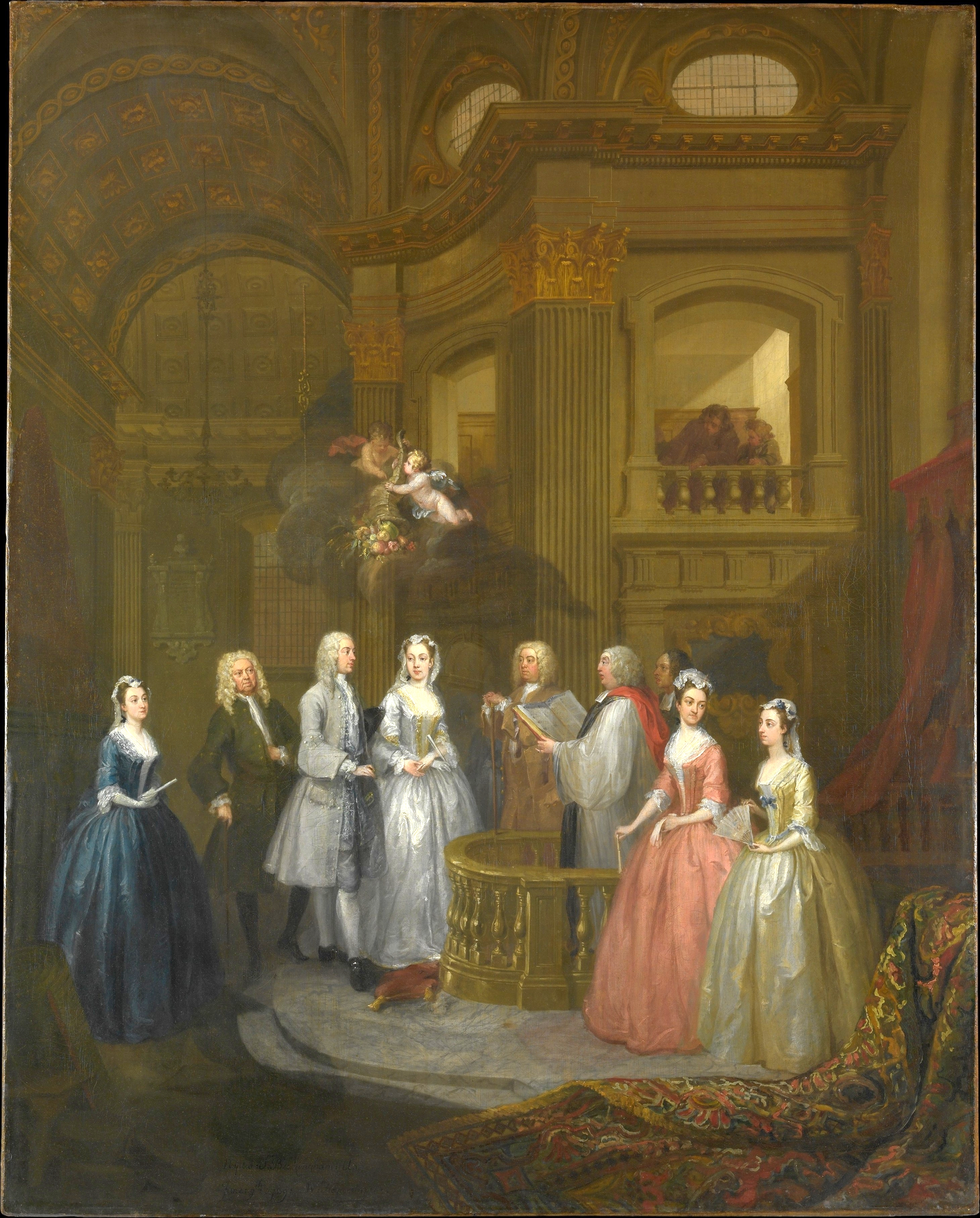
William Hogarth, Zaślubiny Stephena Beckinghama i Mary Cox z 1729 r. (Metropolitan Museum of Art, Nowy Jork).

Zdecydowana większość kościołów protestanckich rozpoznaje w małżeństwie święte przymierze zawierane na mocy ustanowienia Bożego pomiędzy jedną kobietą i jednym mężczyzną. Ostatecznym celem ustanowienia przymierza ma być objawienie chwały Bożej poprzez ukazanie Jego miłości wobec Kościoła na przykładzie związku małżeńskiego. Celami wtórnymi są: wzajemna pomoc męża i żony, rozradzanie się ludzkości oraz powstrzymanie przed niemoralnością.
Teologia liberalnego odłamu protestantyzmu, Metropolitalna Wspólnota Kościelna uznaje i udziela ślubów kościelnych parom jednopłciowym. Podobne stanowisko doktrynalne posiada Zjednoczony Kościół Chrystusa w USA – reprezentant nurtu ewangelicko-reformowanego.
Protestantyzm traktuje małżeństwo jako stan wyrażający porządek stworzenia, a nie odkupienia. Oznacza to, że nie jest traktowane jako sakrament, ale instytucja utworzona dla całej wspólnoty ludzkiej, mająca na celu trwałe zespolenie małżonków. Jako takie, w przeciwieństwie do sakramentów, ma charakter uniwersalny i występuje nie tylko wśród chrześcijan, ale i wyznawców innych religii i niewierzących. Protestantyzm uznaje jednak religijny rys małżeństwa jako związku uświęconego przez Boga.
Stanowisko Kościołów i teologów protestanckich względem warunków dopuszczalności rozwodu i ponownego zawarcia małżeństwa nie jest jednolite. Konserwatyści opowiadają się za możliwością usprawiedliwionego rozwodu wyłącznie z przyczyn dozwalających, które obejmują przywilej Pawłowy lub cudzołóstwo, podczas gdy bardziej liberalne kościoły pozostawiają dokonywanie rozwodów wyłącznie w gestii urzędów państwowych i przyjmują do wiadomości fakt rozpadu małżeństwa.
W praktycznie wszystkich kościołach protestanckich wierni mają pełną swobodę decydowania o wyborze form współżycia seksualnego, o ile tylko wszelka aktywność płciowa odbywa się wewnątrz małżeństwa i tylko w małżeństwie, a także w wyborze metod zapobiegania ciąży. Wyjątek stanowi stosowanie środków wczesnoporonnych, co wiele kościołów traktuje jako formę aborcji oraz te spośród praktyk seksualnych, które uwłaczają ludzkiej godności (np. genitalne okaleczanie kobiet). W protestantyzmie przyjemność seksualna wynikająca z pożycia małżeńskiego nie jest obciążona piętnem grzeszności, lecz uznawana za szczególny dar od Boga i jego dzieło. Tym niemniej realizowanie potrzeb seksualnych z osobą nie pozostającą w małżeńskim przymierzu stanowi grzech cudzołóstwa. Konserwatywni protestanci zdecydowanie sprzeciwiają się zawieraniu małżeństw członków Kościoła z osobami niewierzącymi. Większość kościołów protestanckich, w tym szczególnie wyznania konserwatywne, za grzech cudzołóstwa uznają także przedmałżeńską aktywność seksualną między przyszłymi małżonkami, przed sfinalizowaniem zawarcia przymierza. Kościoły protestanckie zdecydowanie potępiają prostytucję i pornografię.
Kwestia podziału ról i podporządkowania żony względem męża dzieli protestantów na komplementarystów, uznających partnerstwo małżonków oparte na modelu chrześcijańskiej rodziny, gdzie mąż jest głową domu, żona zaś okazuje mu podporządkowanie, oraz egalitarystów, uznających partnerstwo małżonków oparte na zasadzie pełnej równości, gdzie to małżonkowie sami odkrywają i ustalają dla siebie role i obowiązki.

## Małżeństwo w innych religiach
Świadkowie Jehowy uważają, że małżeństwo ma stanowić trwały związek pozwalający kobiecie i mężczyźnie wzajemnie się wspierać. Uważają go święty związek, dar od Jehowy Boga, w którym można znaleźć miłość i bliskość oraz który pozwala stworzyć odpowiednie warunki do wychowywania dzieci. Świadkom Jehowy zalecane jest spotykanie się w celu poznawania się z myślą o małżeństwie tylko z ochrzczonym współwyznawcą. Takie osoby muszą być gotowymi na małżeństwo pod względem finansowym, duchowym i emocjonalnym. Okres do ewentualnych zaręczyn (lub wcześniejszego rozstania) obejmuje wzajemne poznanie usposobienia duchowego, osobowości i sposobu myślenia. Już zaręczyny i narzeczeństwo traktują jako poważne zobowiązanie, którego następstwem ma być zawarcie małżeństwa – związku kobiety i mężczyzny. Kategorycznie wystrzegają się mieszkania pod jednym dachem z osobą niebędącą jeszcze partnerem małżeńskim, przedmałżeńskie kontakty seksualne uznając za grzech rozpusty. Wyznawcy pragnący się pobrać muszą spełnić pewne wymagania prawne, aby móc zawrzeć legalny związek w danym kraju. Ceremonii złożenia przysięgi małżeńskiej przewodniczy urzędnik urzędu stanu cywilnego (w Polsce; w innych krajach jego odpowiednik) lub w niektórych krajach upoważniony kaznodzieja Świadków Jehowy. Zalecone jest pobieranie się tylko ze współwyznawcą. Mąż jest odpowiedzialny za duchową, emocjonalną i materialną (jednakże nie kosztem czasu przeznaczonego dla rodziny) pomyślność małżeństwa i rodziny. Świadkowie Jehowy wystrzegają się słów i czynów rujnujących małżeństwo oraz zdecydowanie potępiają wszystko co mogłoby przyczynić się do zdrady (m.in. prostytucję, pornografię i nieczystość seksualną). Wystrzegają się rozwodów. Uznają, że według Biblii małżeństwo rozwiązuje śmierć współmałżonka. Za jedyny powód do rozwodu, umożliwiającego później zawarcie kolejnego małżeństwa, uznają cudzołóstwo jednej ze stron, tzn. wszystkie niedozwolone stosunki płciowe poza obrębem małżeństwa zawartego zgodnie z Biblią, bez względu na to, czy mają charakter homoseksualny, czy heteroseksualny. Obejmuje to cudzołóstwo, prostytucję i stosunki seksualne między osobami w stanie wolnym, jak również seks oralny i analny oraz pieszczenie narządów płciowych kogoś, z kim się nie jest związanym węzłem małżeńskim. Uznają jedynie małżeństwa monogamiczne, dochowujące sobie wzajemnej wierności.

## Krytyka
Według niechrześcijańskiego autora, Slavoja Žižka, w Nowym Testamencie niewiele jest bezpośrednich nauk dotyczących małżeństwa, dlatego podstawową rolę odgrywa dla wiernych przekaz hierarchów i Ojców Kościoła. Pogląd na doktrynę wyrażali i wyrażają nie tylko duchowni, ale i świeccy uczeni. Ci ostatni mogą być wyznawcami chrześcijaństwa  (np. prof. Anna Świderkówna, Simone Weil), lub nie być nimi (np. Michel Foucault, Slavoj Žižek)